# Volon
Volon là một xã ở tỉnh Haute-Saône trong vùng Franche-Comté phía đông Pháp. Xã có diện tích 5,75 kilômét vuông, dân số năm 2006 là 70 người. Khu vực này có độ cao từ 204-262 mét trên mực nước biển.